# Reinecker (Unternehmen)

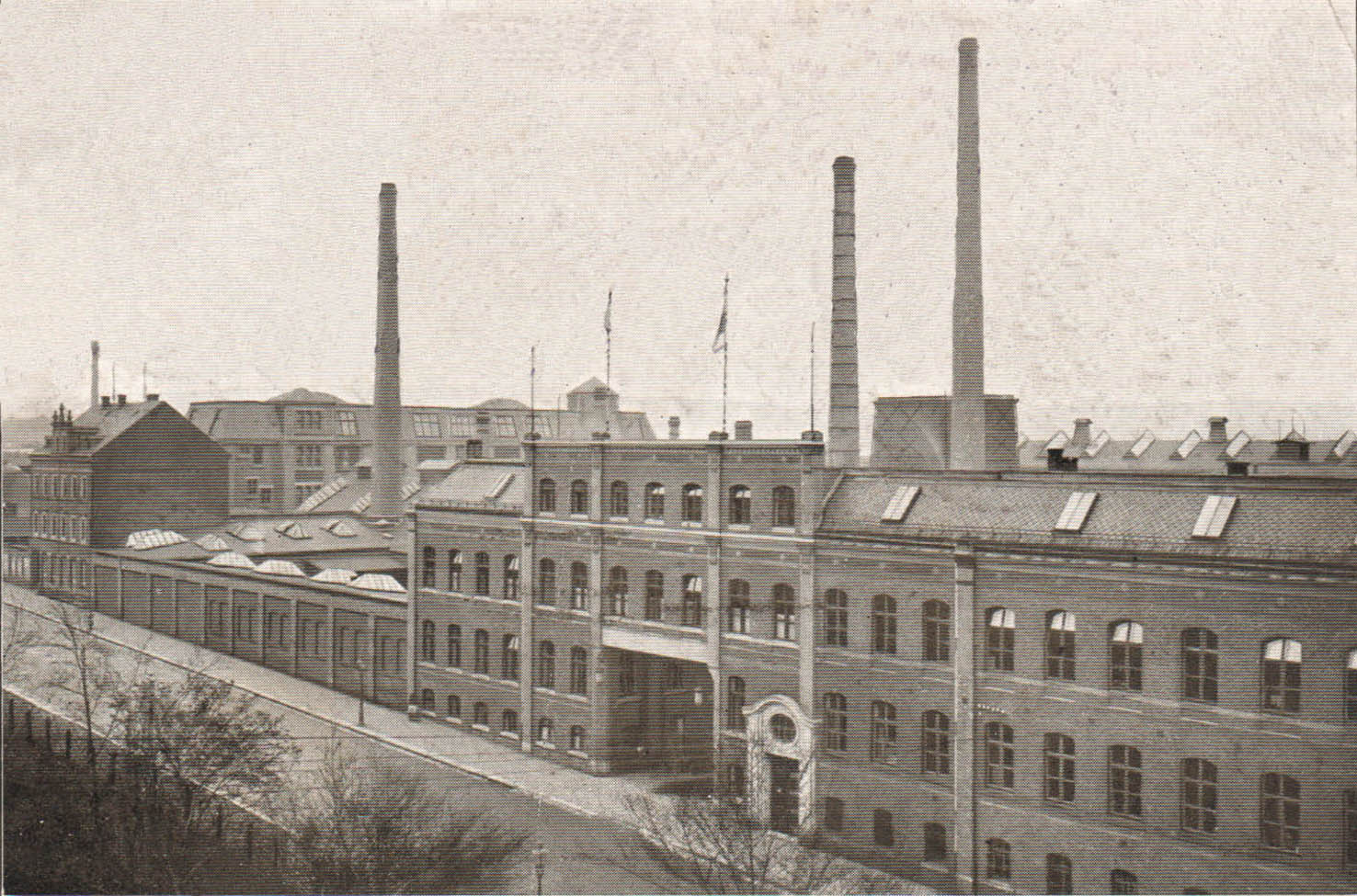
Reinecker-Werke in Chemnitz um 1917

Die Reinecker AG war ein bedeutender Hersteller von Werkzeugmaschinen in Chemnitz und gehörte vor dem Zweiten Weltkrieg mit rund 4.000 Mitarbeitern zu den größten Werkzeug- und Werkzeugmaschinenfabriken Europas. Der Name geht auf den Firmengründer Julius Eduard Reinecker (1832–1895) zurück. Nach der Enteignung und Demontage in der sowjetischen Besatzungszone wurde das Unternehmen in Westdeutschland neu gegründet. Heute gehört Reinecker zur EMAG-Gruppe und stellt innerhalb dieser das Kompetenzzentrum für die Präzisionsbearbeitung (Drehen und Schleifen) dar.

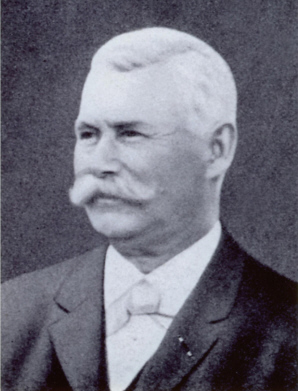
Julius Eduard Reinecker

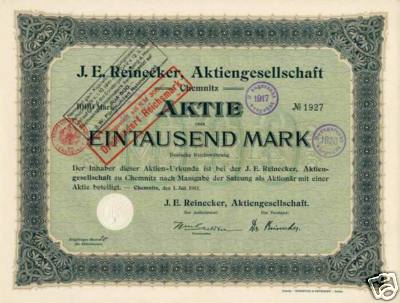
1000-Mark-Aktie von 1911

## Geschichte
Die Firma J. E. Reinecker ging im Jahre 1859 aus der Werkzeughandlung und Zeugschmiede von J. S. Apffel hervor. Julius Eduard Reinecker übernahm 1859 die wenig rentable Werkzeughandlung, die 1867 zu einer Fabrik umgewandelt wurde, und wandte sich dem Bau von Fräs- und Schleifmaschinen sowie Hinterdrehbänken nach amerikanischem Vorbild zu. Bereits 1880 umfasste das Werk J. E. Reinecker 800 m2 Fläche mit 101 Beschäftigten. Im Jahre 1891 begann mit 226 Arbeitern und 211 Werkzeugmaschinen an der heutigen Reineckerstraße in Chemnitz die Produktion. 1893 stellte die Firma als einziger deutscher Werkzeugmaschinenfabrikant auf der Weltausstellung in Chicago aus. Nach dem Tod des Gründers 1895 übernahm sein Sohn Johannes Georg Reinecker die Führung. Bis 1910 wuchs das Werk auf eine Fläche von 38.900 m2 und 1.950 Beschäftigte an. 1911 wurde die Firma J. E. Reinecker in eine Aktiengesellschaft umgewandelt. Auf Grundlage des Vertrags von Rapallo wurde in der Zeit der Weimarer Republik auch in die Sowjetunion geliefert; in der Weltwirtschaftskrise ab 1929 wurden zeitweise 90 % der Kapazität für den Export dorthin eingesetzt. Das Unternehmen war 1939 mit seinen rund 4.000 Mitarbeitern eine der größten Werkzeug- und Werkzeugmaschinenfabriken Europas, das vor allem für seine Maschinen zum Fräsen von Zahnrädern bekannt war. Das Werk wurde im Zweiten Weltkrieg bei dem Luftangriff auf Chemnitz der USAAF vom 2. März 1945 fast völlig zerstört. Beim Volksentscheid von 1946 fiel der Betrieb unter die Enteignung und wurde verstaatlicht. Auf Anordnung der Sowjetischen Militäradministration in Deutschland (SMAD) wurde das Reinecker-Werk von 1946 bis 1949 demontiert und viele Fachkräfte deportiert. Damit existierte die Firma nicht mehr.

## Nachfolgeunternehmen
1949 wurde die „J. E. Reinecker Maschinenbau GmbH“ in München neu gegründet; die Produktion entstand in Ulm-Einsingen. Seit 1999 gehört der Betrieb zur EMAG-Gruppe und stellt innerhalb dieser Gruppe das Kompetenzzentrum für die Präzisionsbearbeitung (Drehen und Schleifen) von Futterteilen dar.

## Produkte
- ab 1885: Fräsmaschinen, Schleifmaschinen
- ab 1900: Bohrwerkzeuge, Fräser, Gewindeschneidwerkzeuge, Hinterdrehbänke, Maschinen für die Zahnradherstellung, Meßwerkzeuge, Reibwerkzeuge, Spannwerkzeuge
- ab 1911: Rundschleifmaschinen,
- ab 1912: Stirnräder-Fräsmaschinen nach dem Wälzverfahren
- ab 1951: Universal-Räderfräsmaschinen, Vertikal-Fräsmaschinen
- Prüfmittel: Gewindelehre (Foto folgt)